# 戈兰·佩尔科瓦茨
戈兰·佩尔科瓦茨（1962年9月16日—），克罗地亚男子手球运动员。他曾代表南斯拉夫、克罗地亚参加1988年和1996年夏季奥林匹克运动会手球比赛，获得一枚金牌和一枚铜牌。